# Steyr-Daimler-Puch

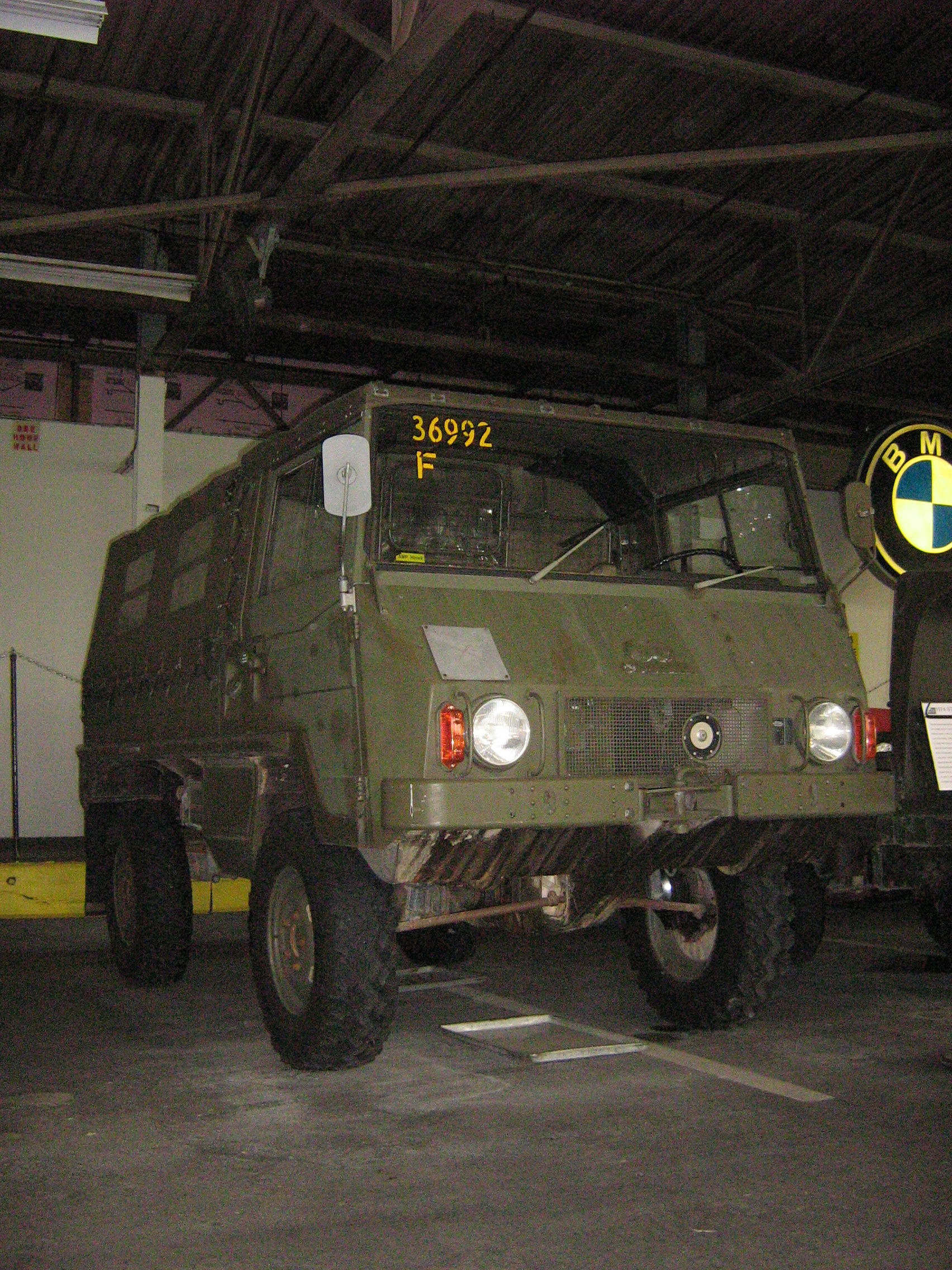
Il Pinzgauer

La Steyr-Daimler-Puch AG è stata un conglomerato austriaco attivo in vari campi industriali, dai veicoli civili di vario tipo (automobili, motocicli, biciclette, autobus), ai trattori, agli aerei e a vari mezzi militari, fino ad alcune armi leggere quali ad esempio il Kar 98k, Stg-58, ed il fucile d'assalto AUG.
Questa denominazione, risultato di varie fusioni tra aziende già esistenti sul mercato, è stata usata dal 1934 al 1990 ed è conosciuta anche solo con la forma abbreviata di Steyr-Puch.
Attualmente commercializza con marchio STI Steyr, sotto licenza, veicoli Iveco e Bremach nei paesi arabi.

## La storia

### Le aziende progenitrici

#### Puch

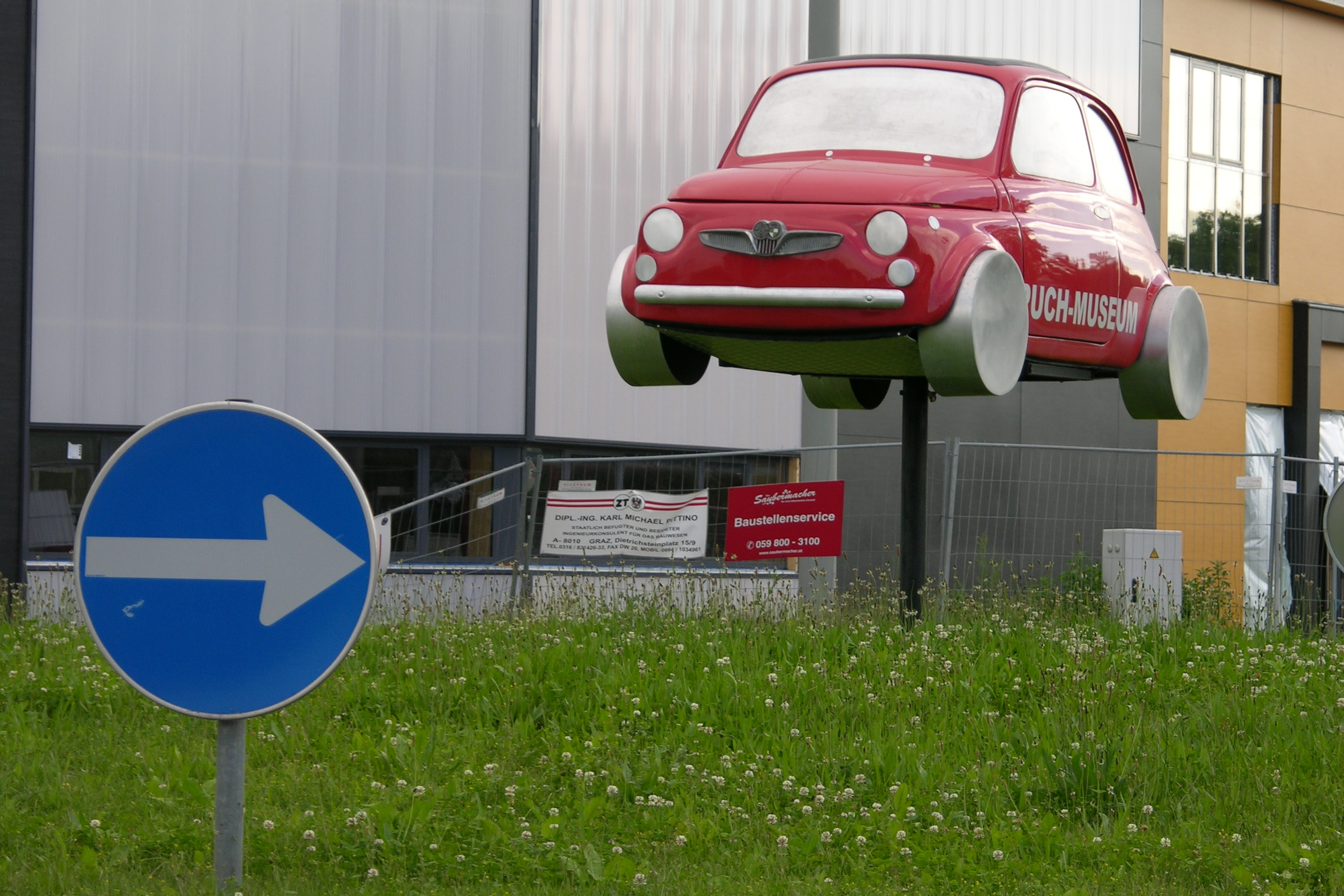
Il Puch-Museum a Graz

Nel 1899 Johann Puch (1862-1914) fondò a Graz la Puch-Werke, una fabbrica di biciclette, prima società per azioni industriale per la fabbricazione di biciclette della Stiria, che nel 1902 iniziò a produrre biciclette a motore e nel 1906 automobili. Alla morte del fondatore nel 1914 esistevano quattro stabilimenti (oltre che a Graz, anche a Vienna, Budapest e Praga), che producevano vari tipi di veicoli a motore, comprese le autopompe per i pompieri e le ambulanze.
Durante la prima guerra mondiale, oltre a continuare la produzione di biciclette e automobili, venne fabbricato un ciclomotore con motore a doppio cilindro raffreddato ad aria e si realizzarono veicoli militari per l'esercito austro-ungarico e per quello tedesco. Tra i modelli principali il Puch S4. L'azienda aveva preso il nome di Stabilimenti Puch S.p.A..

#### Daimler
La Österreichische Daimler-Motoren-Commanditgesellschaft Bierenz Fischer u. Co (società industriale austriaca per motori Daimler) era stata fondata da Eduar Bierenze ed Eduard Fischer nel 1899. Nel 1902 ne divenne direttore tecnico Paul Daimler, figlio di Gottlieb Daimler, fondatore dell'azienda omonima. Lo stabilimento aveva sede a Wiener Neustadt e produceva autocarri e automobili, tra cui nel 1905 la prima automobile a quattro ruote motrici. Nello stesso anno Daimler lasciò la direzione del settore tecnico e fu sostituito da Ferdinand Porsche. Nel 1906 prese il nome di Austro-Daimler.
Nel 1928 si fuse con la Puch, dando luogo alla Austro-Daimler-Puchwerke.

#### Steyr
Nel 1864 Josef Werndl (1831-1889) aveva fondato a Steyr una fabbrica di armi, la Waffenfabrik Josef und Franz Werndl & Comp. e dal 1869 Österreichische Waffenfabriks-Gesellschaft, che divenne la principale fornitrice dell'esercito austro-ungarico.
Dopo la prima guerra mondiale si riconvertì in una fabbrica per automobili, che iniziò a produrre nel 1920. Nel 1924 prese il nome di Steyr Werke AG.
Per la produzione di automobili, la Österreichische Waffenfabriks-Gesellschaft assunse il tecnico Hans Ledwinka, che aveva già lavorato presso la Gräf & Stift e per la Nesselsdorfer Waggonfabrik, poi Tatra.
Ledwinka progettò la Waffenauto, che dal 1920 fu prodotta con il nome di "Steyr II". Montava un motore 6 cilindri di 3325 cc in alluminio, con il basamento a tunnel fuso in blocco con la testa. L'albero motore era scomponibile, montato su cuscinetti a sfere. La sigla "III" distinse un camion e la "IV" un'automobile di 1814 cc con 6 cilindri e valvole laterali invece che in testa.
Dalla "Steyr II" derivarono le auto da corsa "60" (con 60 cv) e "Klausen". Fra il 1923 e il 1924 le Steyr vinsero molto anche con piloti italiani, come Gastone Brilli Peri e Ferdinando Minoia. Nel 1924 la "Steyr V" sostituì la "II", con i pistoni in alluminio, carrozzeria abbassata e freni sulle ruote anteriori. Dalla "V" derivò la sportiva "VI" con cilindrata portata a 4014 cc. L'ultima evoluzione della "II" si chiamò "VII".
Ledwinka lavorava per la Steyr saltuariamente, grazie al permesso della Tatra, dove era tornato nel 1919, e la direzione gli chiede un modello nuovo: fu prodotta la "XII", dotata di un motore a 6 cilindri di 1568 cc, con testa smontabile, e di sospensioni posteriori indipendenti. Fu l'ultima Steyr di Ledwinka, chiamato in seguito a tempo pieno dalla Tatra.
Per breve tempo Karl Jescke assunse la direzione tecnica e preparò la "XX" derivata dalla "XII". Nel 1929 arrivò Ferdinand Porsche. La sua prima Steyr si chiamò "XXX" e come novità presentò la riduzione del rapporto corsa/alesaggio, che permise di elevare il regime di rotazione.
Le altre furono semplificazioni costruttive: l'albero motore non scomponibile e la distribuzione con aste e bilancieri invece dell'albero a camme in testa. Il telaio a X della "XXX" adottò l'importante innovazione dei freni idraulici. Porsche progettò poi la "Austria" di 5300 cc, un modello di gran lusso con otto cilindri e doppia accensione. L'alto costo causò dissapori con la direzione aziendale, che spinsero Porsche ad andarsene nel 1930.
La direzione tornò a Karl Jescke, che dai due filoni di motori creati da Ledwinka e Porshe sviluppò i nuovi modelli distinti dai numeri arabi. Le "120", "125" e "220" continuarono la tradizione della "XII" adottando nuove carrozzerie. Dalla "XXX" derivò la "430", con carrozzeria all'ultima moda, un albero a camme in testa e il cambio con la terza e la quarta sincronizzate.
Nel 1934 si fuse con la Austro-Daimler-Puchwerke, prendendo il nome di Steyr-Daimler-Puch.

### Steyr-Daimler-Puch

#### Anni trenta
Nel 1934, anno della fusione tra Steyr e Austro-Daimler-Puchwerke in Steyr-Daimler-Puch, la "430" con la cilindrata portata da 2078 cc a 2260 cc diventò "530" (1935-1936), quindi "630" (1937-1939). Togliendo due cilindri alla "430", Karl Jenschke ottenne la "100" e la "200". 
Nel 1934 entrò in produzione la "100", con motore a 4 cilindri di 1385 cc e telaio a piattaforma saldato a scocca. Nel 1936 la stessa soluzione fu adottata per la scocca della "50", di 984 cc, poi evoluta nella "55", con la maggiorazione a 1158 cc. Fu questo l'ultimo modello di origine Steyr.

#### Dopoguerra

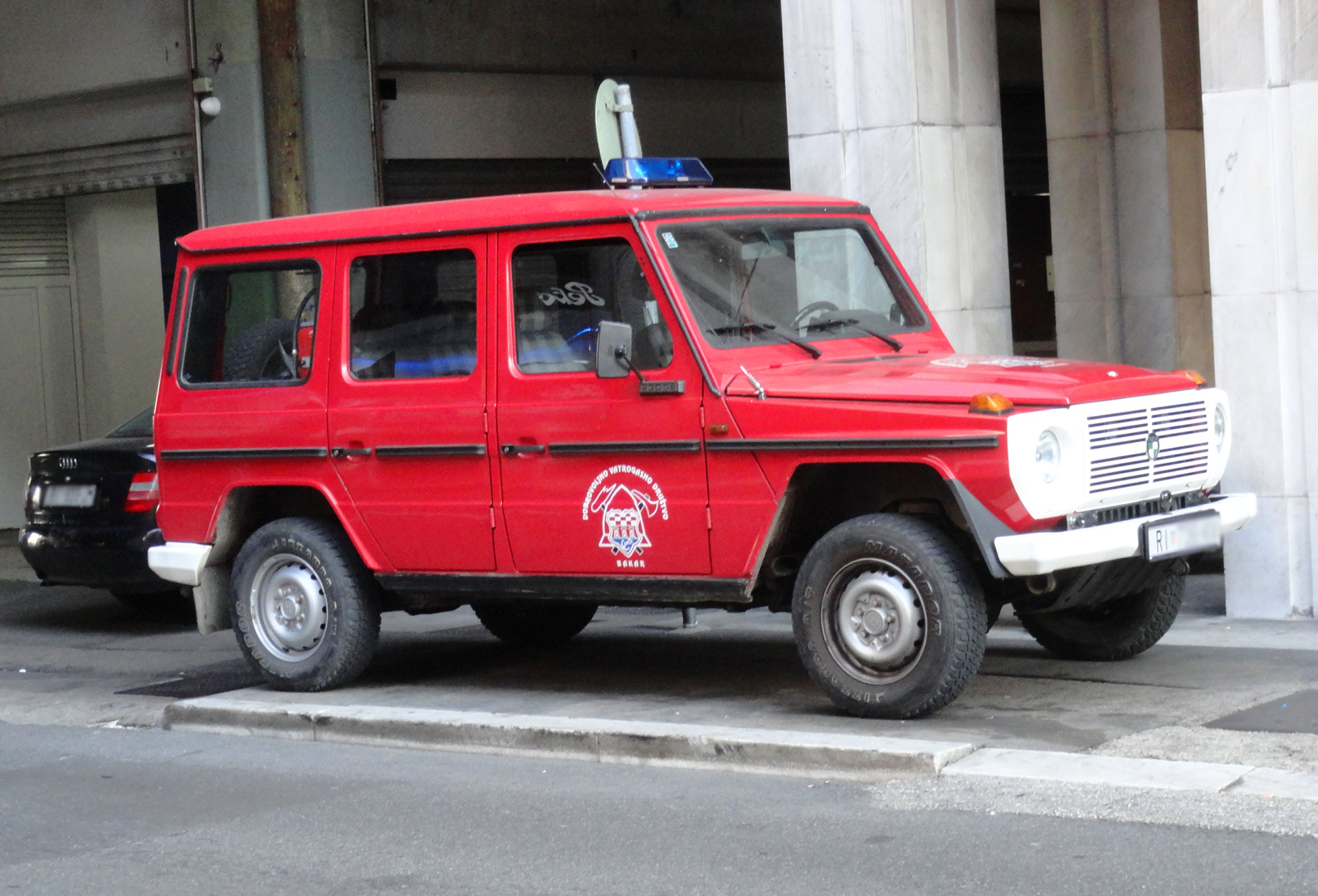
Puch G-Class in dotazione ai Vigili del fuoco di Buccari

Dopo la seconda guerra mondiale la Steyr-Daimler-Puch divenne anche importatrice ufficiale della Fiat, riadattando le vetture italiane alle esigenze del mercato austriaco.
Dal 1957 venne prodotta la Steyr-Puch 500 sulla base della Fiat Nuova 500.
La casa austriaca è stata molto attiva nel settore dei fuoristrada. Nel 1959 venne presentato l'Haflinger, sostituito nel 1974 dal Pinzgauer. A partire dal 1978 mise in produzione lo Steyr 1491, un veicolo da trasporto pesante. Nel 1979 venne introdotto il Mercedes Classe G, frutto della collaborazione tra la casa austriaca e la Mercedes Benz. Dal giugno 1983 la casa austriaca sviluppò e fornì alla Fiat il sistema a quattro ruote motrici per la Panda 4x4.

### Smembramento
Dopo il 1990 i vari settori industriali principali sono in seguito stati scissi ed hanno avuto diverse destinazioni:
- il settore macchine agricole è stato rinominato Steyr Traktoren ed è entrato nell'orbita del Gruppo Fiat tramite la CNH Global;
- il settore automobilistico è diventato nel 2001 Magna Steyr, dopo l'accordo con il gruppo canadese Magna International;
- la divisione motori diesel STEYR Motorentechnik GmbH a seguito della creazione della Magna Steyr, nel 2001 è diventata una società indipendente con il nome Steyr Motors GmbH;
- il settore motociclistico, con il relativo marchio Puch, è stato invece ceduto al gruppo Piaggio;
- la produzione di armi continua dal 1997 con il marchio Steyr Mannlicher;
- per quanto riguarda i mezzi militari è stata invece formata la Steyr-Daimler-Puch Spezialfahrzeug GmbH che fa oggi parte del gruppo General Dynamics.

Le attività del gruppo sono state portate avanti in vari stabilimenti situati in territorio austriaco.

#### STI Steyr oggi
Nel 2011 commercializza nei mercati arabi con marchio STI Steyr, sotto licenza, veicoli prodotti in Italia Iveco come l'Iveco Daily e l'EuroCargo 4x4 e Bremach (come il Bremach T-REX).